# Староузмяшево
Староузмяшево (баш. Иҫке Үҙмәш) — село в Чекмагушевском районе Республики Башкортостан Российской Федерации. Входит в состав Юмашевского сельсовета. В 1989—2004 годах входило в состав расформированного Митро-Аюповского сельсовета.
Закон Республики Башкортостан «Об изменениях в административно-территориальном устройстве
Республики Башкортостан, изменениях границ и преобразованиях муниципальных образований в Республике Башкортостан», ст. 1, п.127 гласит:

Объединить Юмашевский и Митро-Аюповский сельсоветы Чекмагушевского района с сохранением наименования Юмашевский сельсовет с административным центром в селе Юмашево, исключив Метро-Аюповский сельсовет из учётных данных.
— http://www.gsrb.ru/MainLeftMenu/ZakonoTvorch/Zakoni/125-2004.php

## География

### Географическое положение
Расстояние до:
- районного центра (Чекмагуш): 25 км,
- центра сельсовета (Юмашево): 5 км,
- ближайшей ж/д станции (Буздяк): 66 км.

## История
В «Списке населенных мест по сведениям 1870 года», изданном в 1877 году, населённый пункт упомянут как деревня Узмяшева (Каз-илга) 4-го стана Белебеевского уезда Уфимской губернии. Располагалась при речке Каз-илге, по левую сторону просёлочной дороги из Белебея в Бирск, в 113 верстах от уездного города Белебея и в 32 верстах от становой квартиры в деревне Курачева. В деревне, в 68 дворах жили 468 человек (233 мужчины и 235 женщин, татары, тептяри), были мечеть, водяная мельница.

## Население
| 2002 | 2009 | 2010 |
| ---- | ---- | ---- |
| 151  | ↗158 | ↘122 |

Национальный состав
Согласно переписи 2002 года, преобладающие национальности — татары (52 %), башкиры (39 %).